# 酒見寺
酒見寺是一位於日本兵庫縣加西市的佛寺，屬於高野山真言宗一派。酒見寺是在天平17年（745年）時，由行基菩薩建立。酒見寺的山號為泉生山，祀奉的本尊主神為十一面觀音。

## 歷史
根據該寺寺記記載，行基在走訪到當地時收到酒見明神的旨意，要在此地建造佛寺。行基向當時的聖武天皇奏報此事，並獲准設寺，定號為酒見寺。酒見寺是聖武天皇的勅願寺（天皇為了祈願或還願所設的佛寺），之後的歷代天皇與將軍也持續地敕使來此參拜，其中包括德川家光，在酒見寺的護摩堂內放有歷代天皇與德川家的將軍們之牌位。在天平年間所建的寺院堂塔，在接下來的幾個世紀中遭到至少兩次的嚴重損壞，其中包括在平治之亂（1159年）時遭大火全毀，並在之後奉二條院之敕重建。天正時代間因兵亂（三木合戰，1578年）又遭到火焚，整個伽藍全燬。慶安3年（1650年）時，在當時姬路城城主本多忠政的援助之下，重建了伽藍。之後江戶幕府第三代將軍德川家光將酒見寺定為「朱印寺」，此後歷代將軍皆繼續賜狀授地。酒見寺可以說自開基將來便一直受到歷代天皇、幕府與藩主豐厚的保護與重視。

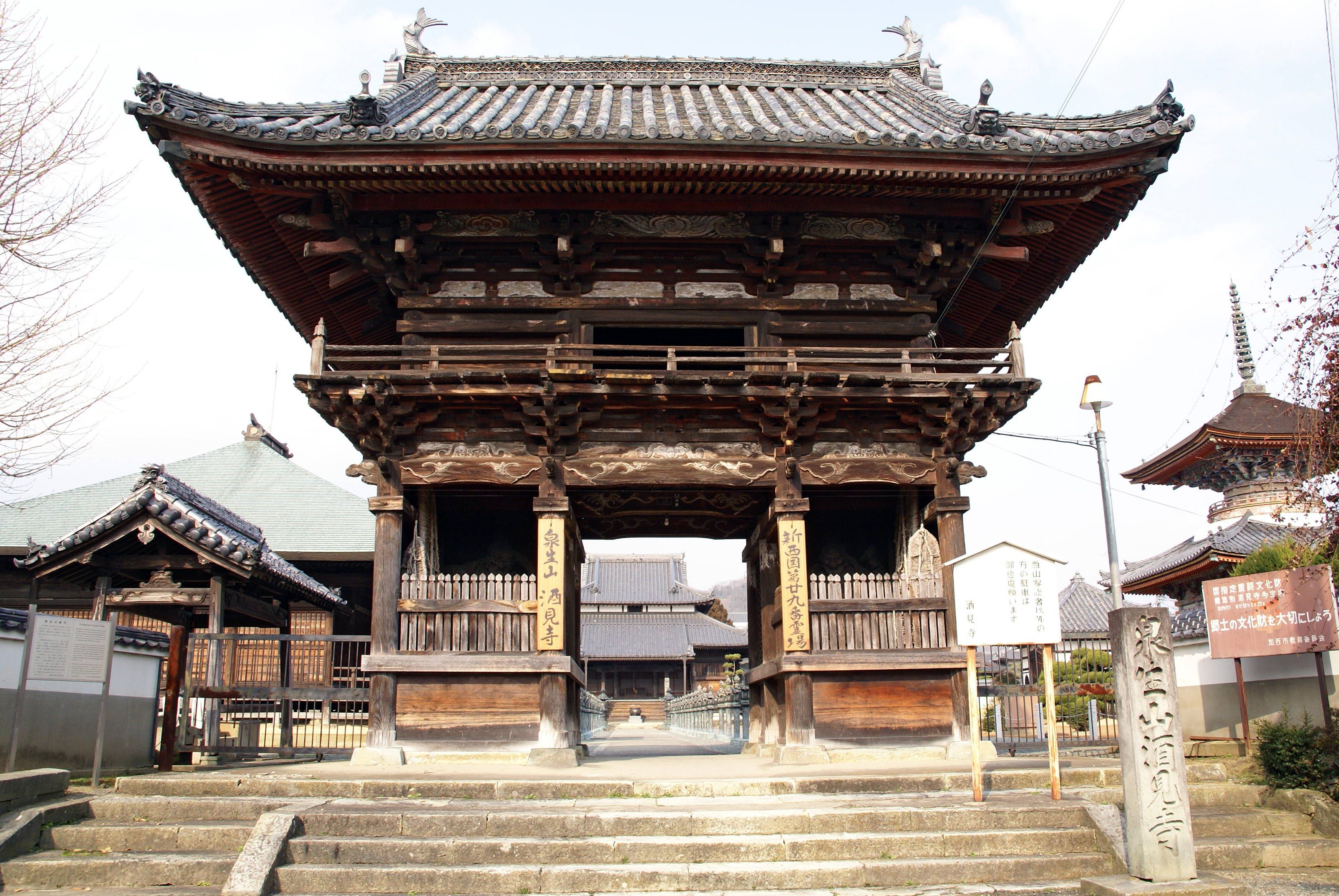
楼門
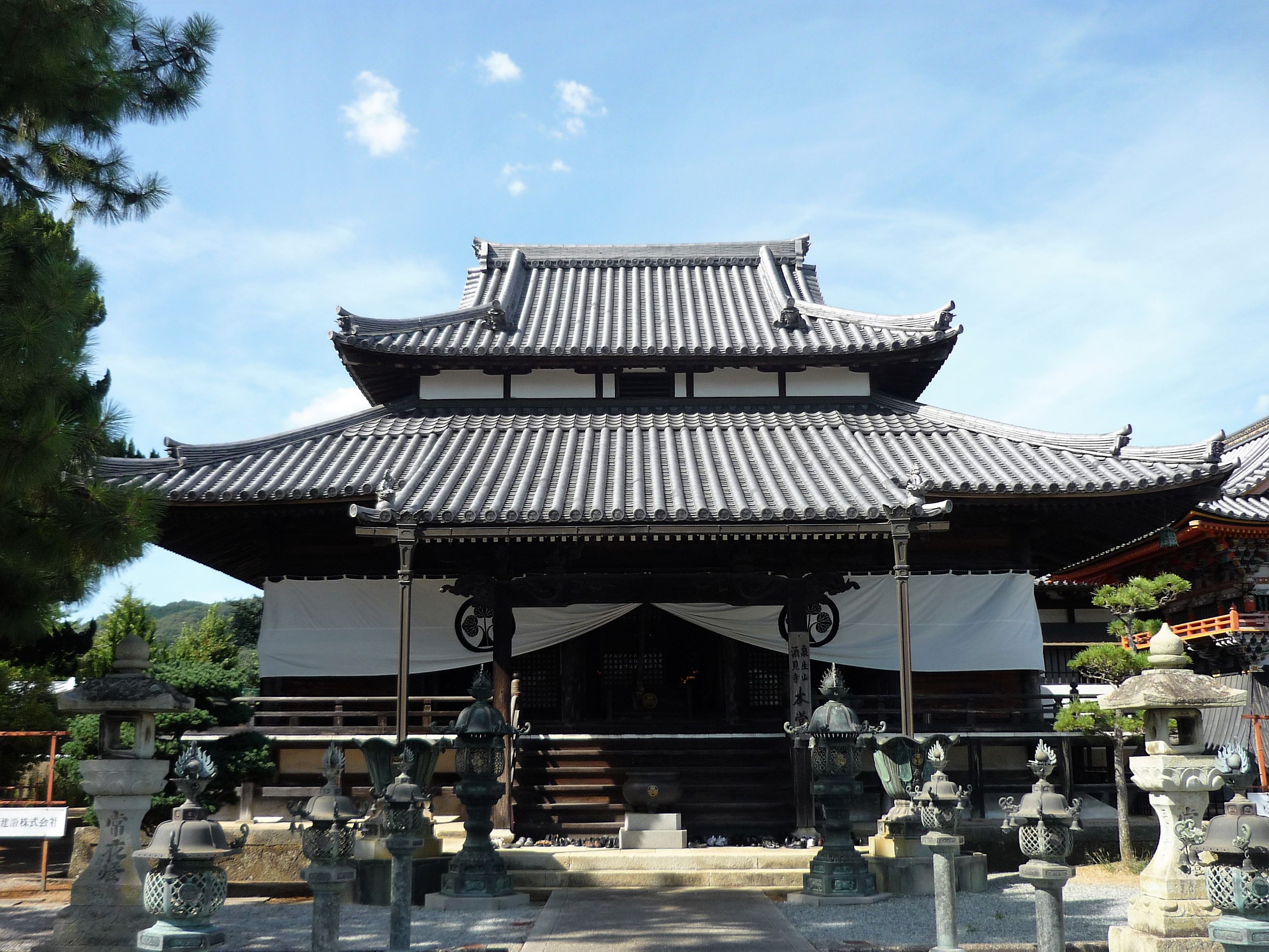
本堂
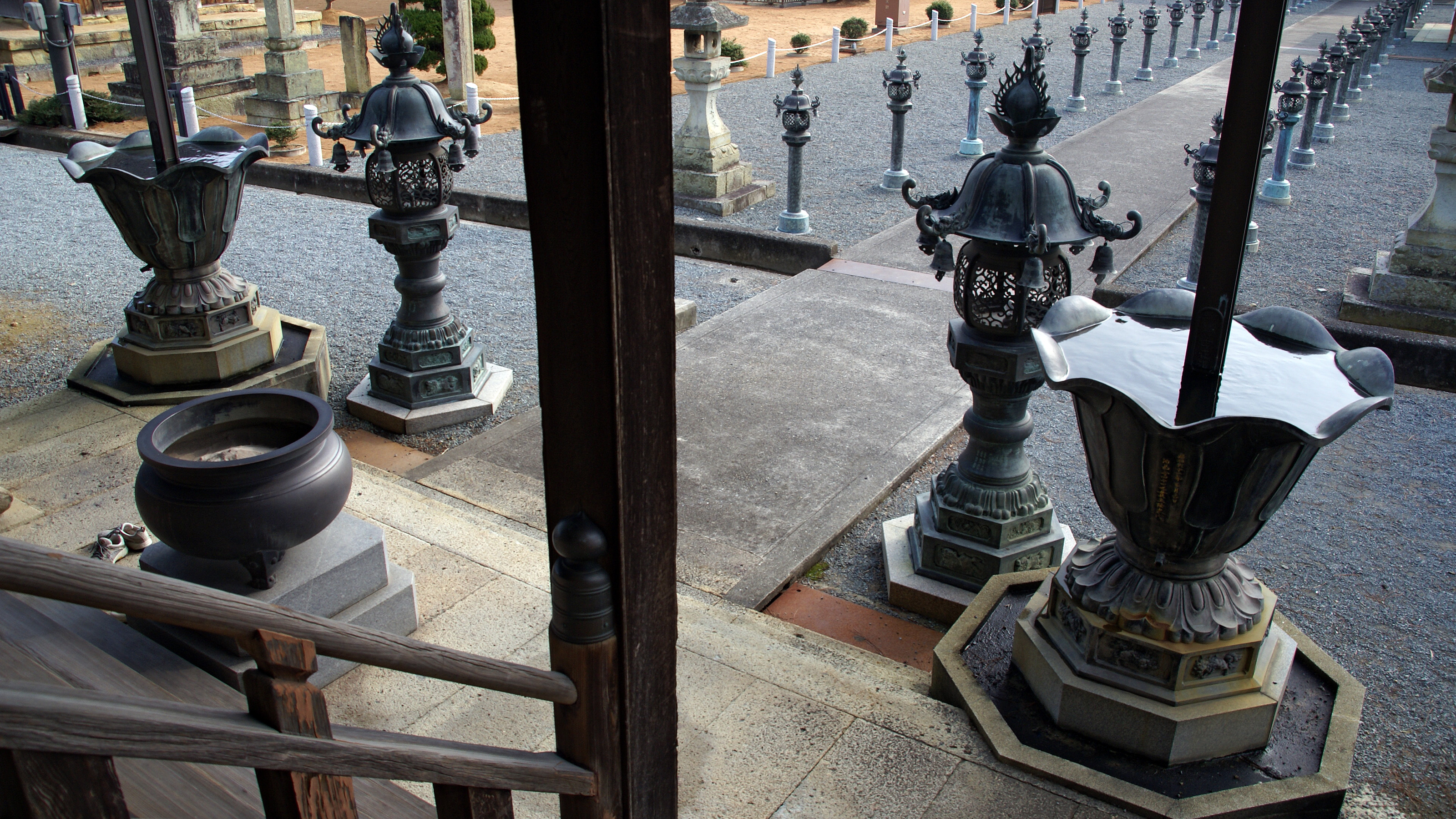
本堂前
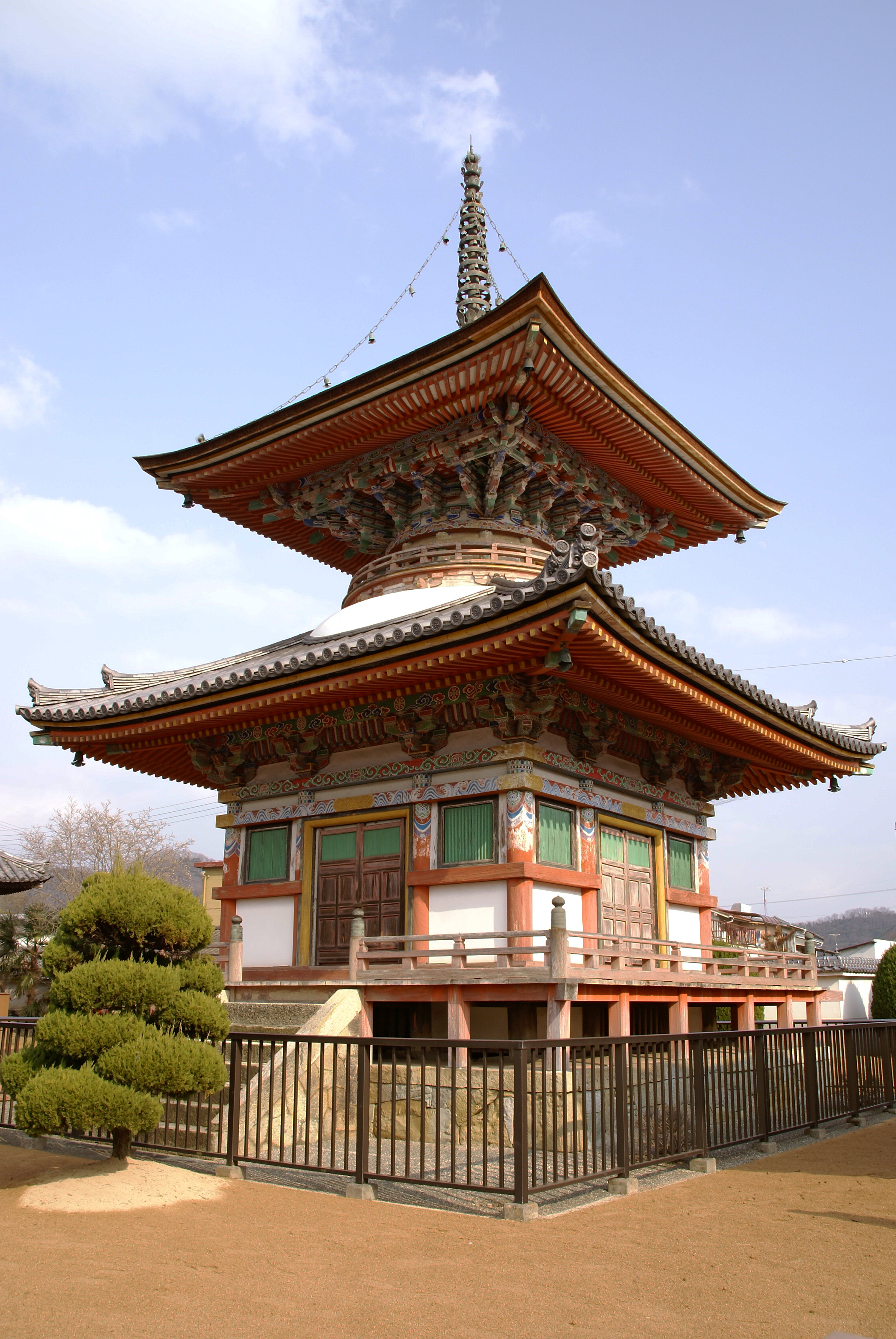
多宝塔
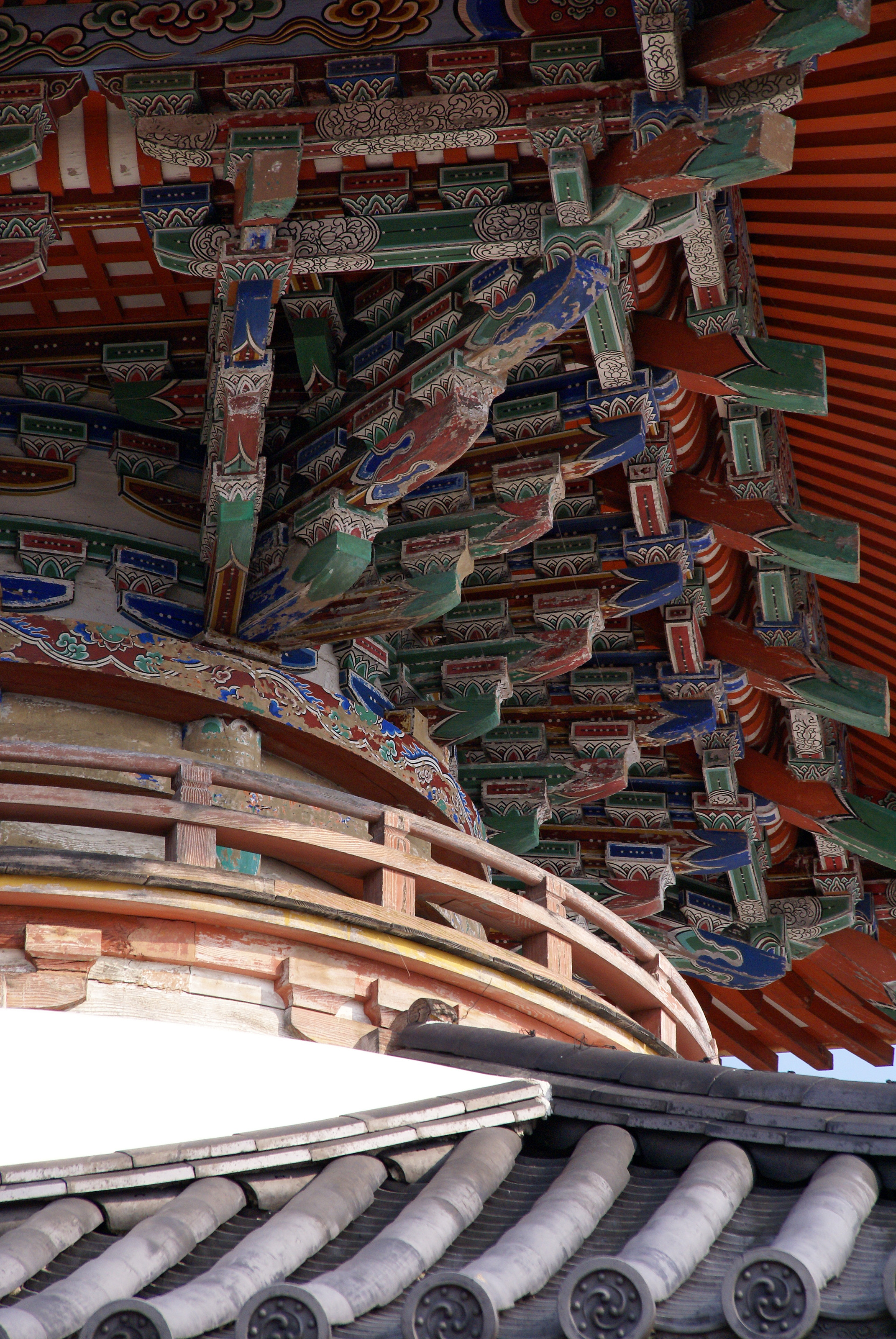
多宝塔軒下
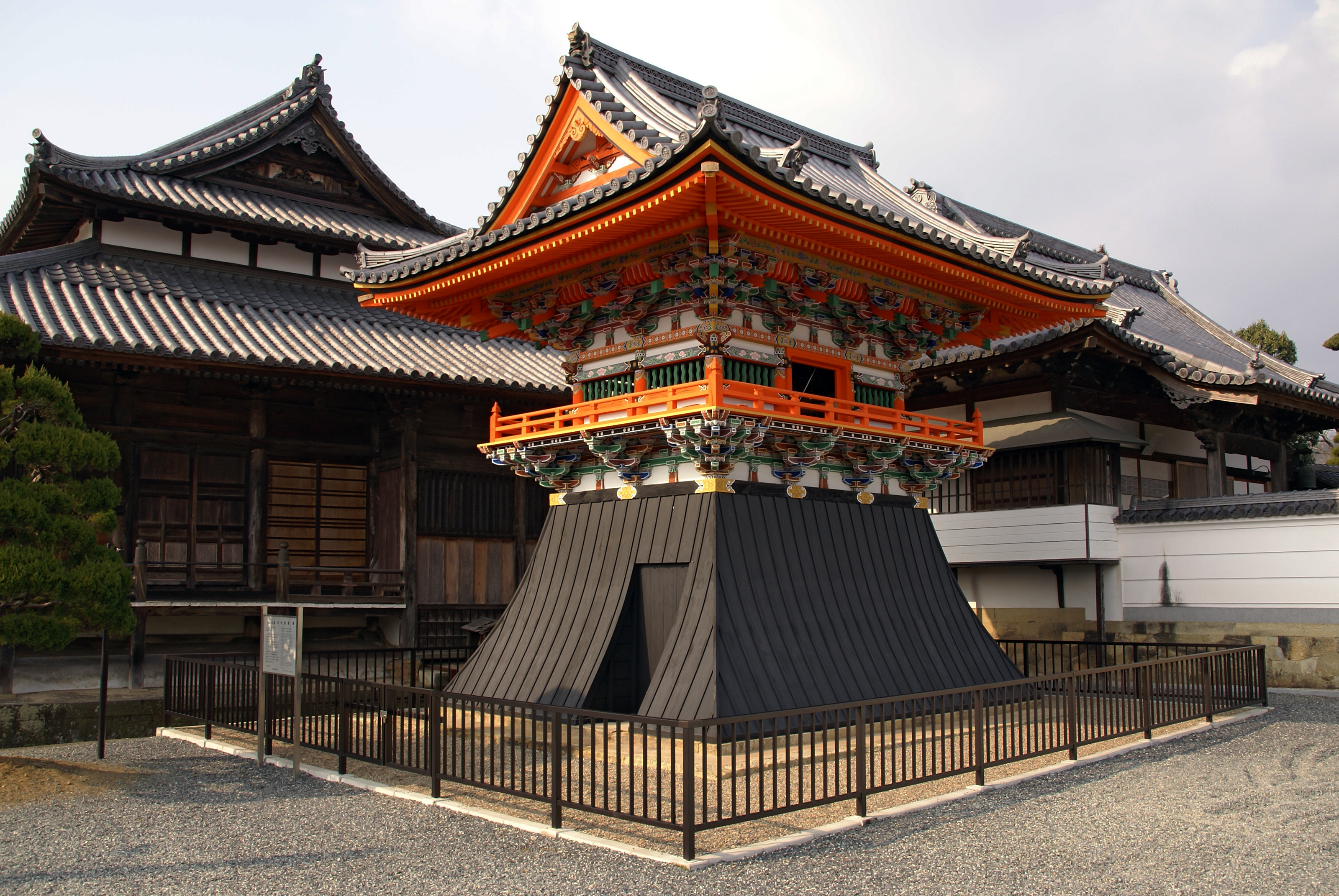
鐘楼
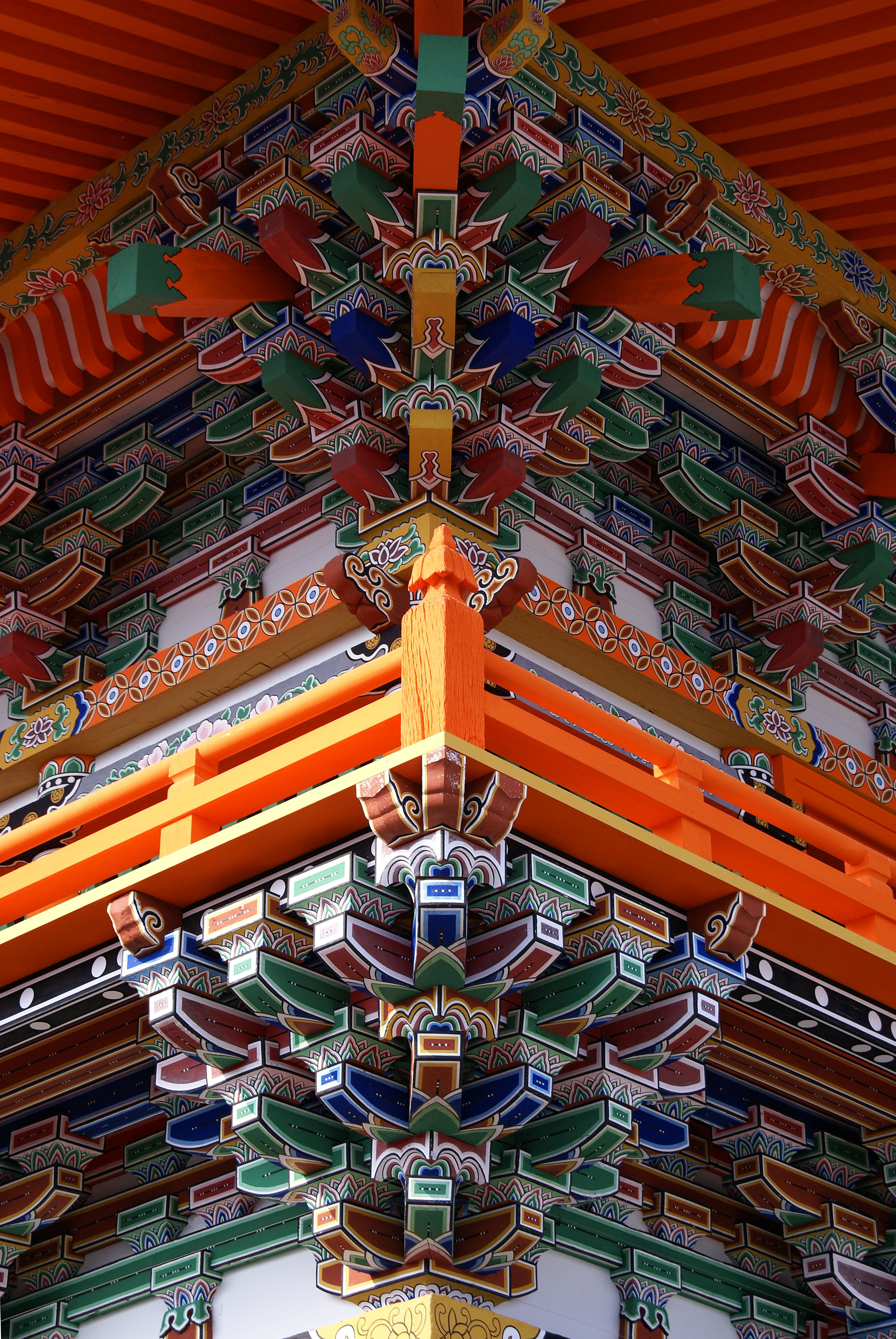
鐘楼軒下
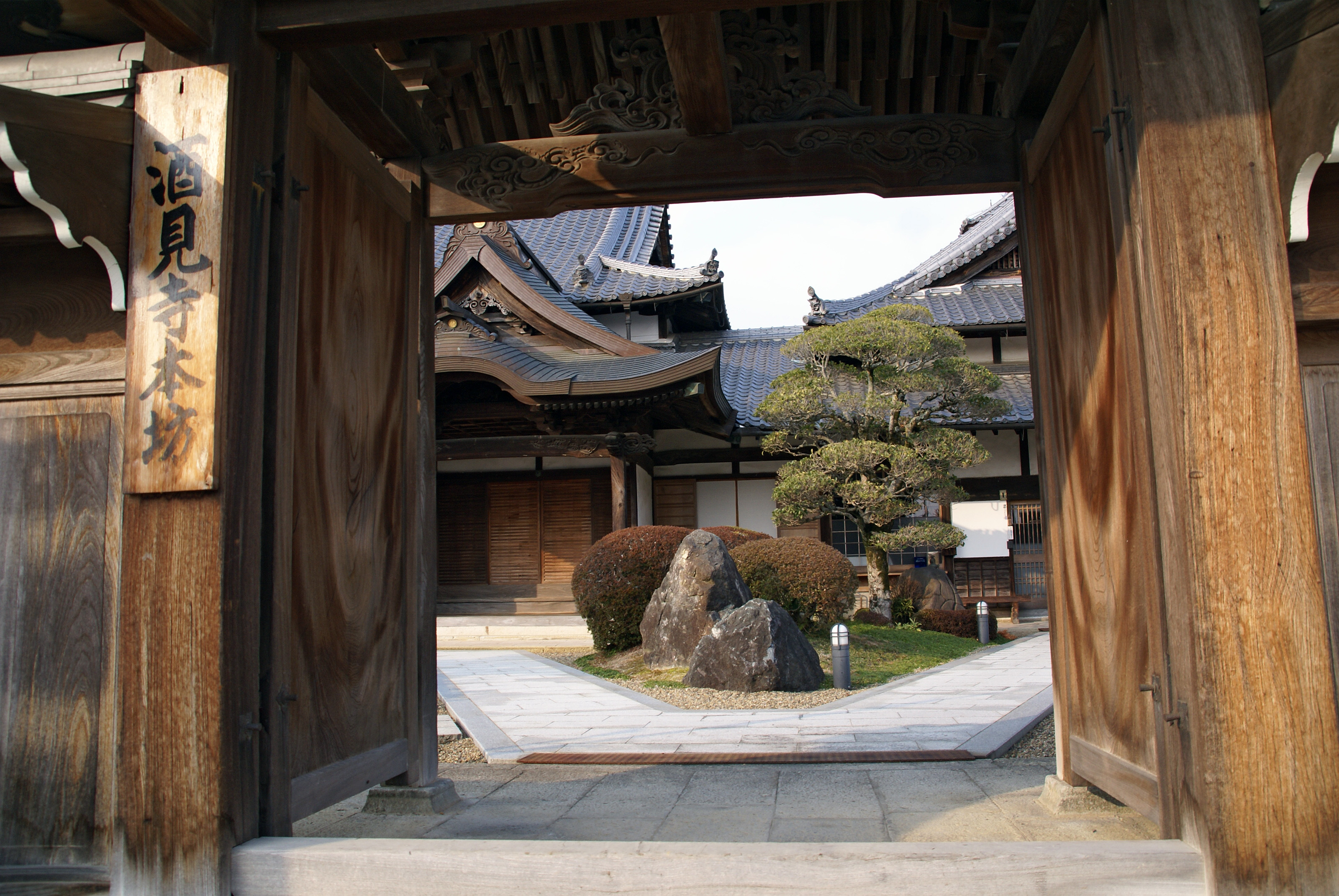
本坊
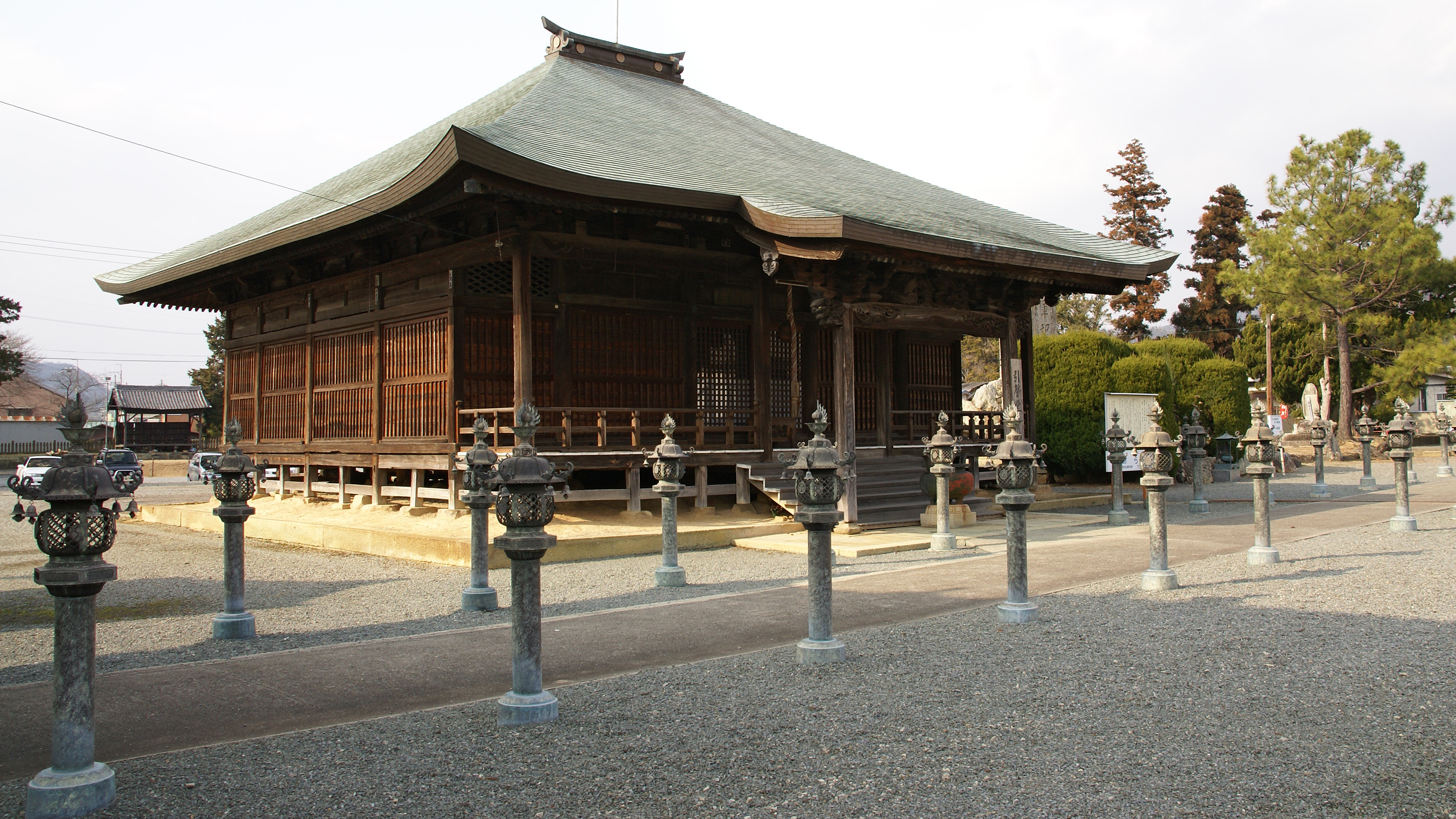
引聲堂